# Saint-Didier-en-Brionnais
Saint-Didier-en-Brionnais ist eine französische Gemeinde mit 122 Einwohnern (Stand 1. Januar 2022) im Département Saône-et-Loire in der Region Bourgogne-Franche-Comté. Die Bewohner werden Saint-Désidériens und Saint-Désidériennes genannt.

## Lage
Saint-Didier-en-Brionnais liegt etwa 500 Meter vom Fluss Arconce entfernt in einer Höhe von etwa 270 m ü. d. M. in der alten Kulturlandschaft des Brionnais. Der Ort befindet sich etwa 17 Kilometer (Fahrtstrecke) südlich von Paray-le-Monial bzw. etwa 45 Kilometer nördlich von Roanne. Die sehenswerten Orte Anzy-le-Duc, Semur-en-Brionnais, Iguerande, Marcigny, Saint-Julien-de-Jonzy und Charlieu liegen allesamt im Umkreis von etwa 15 Kilometern.

## Bevölkerungsentwicklung
| Jahr      | 1962 | 1968 | 1975 | 1982 | 1990 | 1999 | 2006 | 2020 |
| Einwohner | 173  | 188  | 155  | 146  | 133  | 150  | 147  | 124  |

Im 19. Jahrhundert hatte der Ort zeitweise über 500 Einwohner. Die Reblauskrise und die Mechanisierung der Landwirtschaft sorgten seitdem für einen deutlichen Bevölkerungsrückgang.

## Wirtschaft

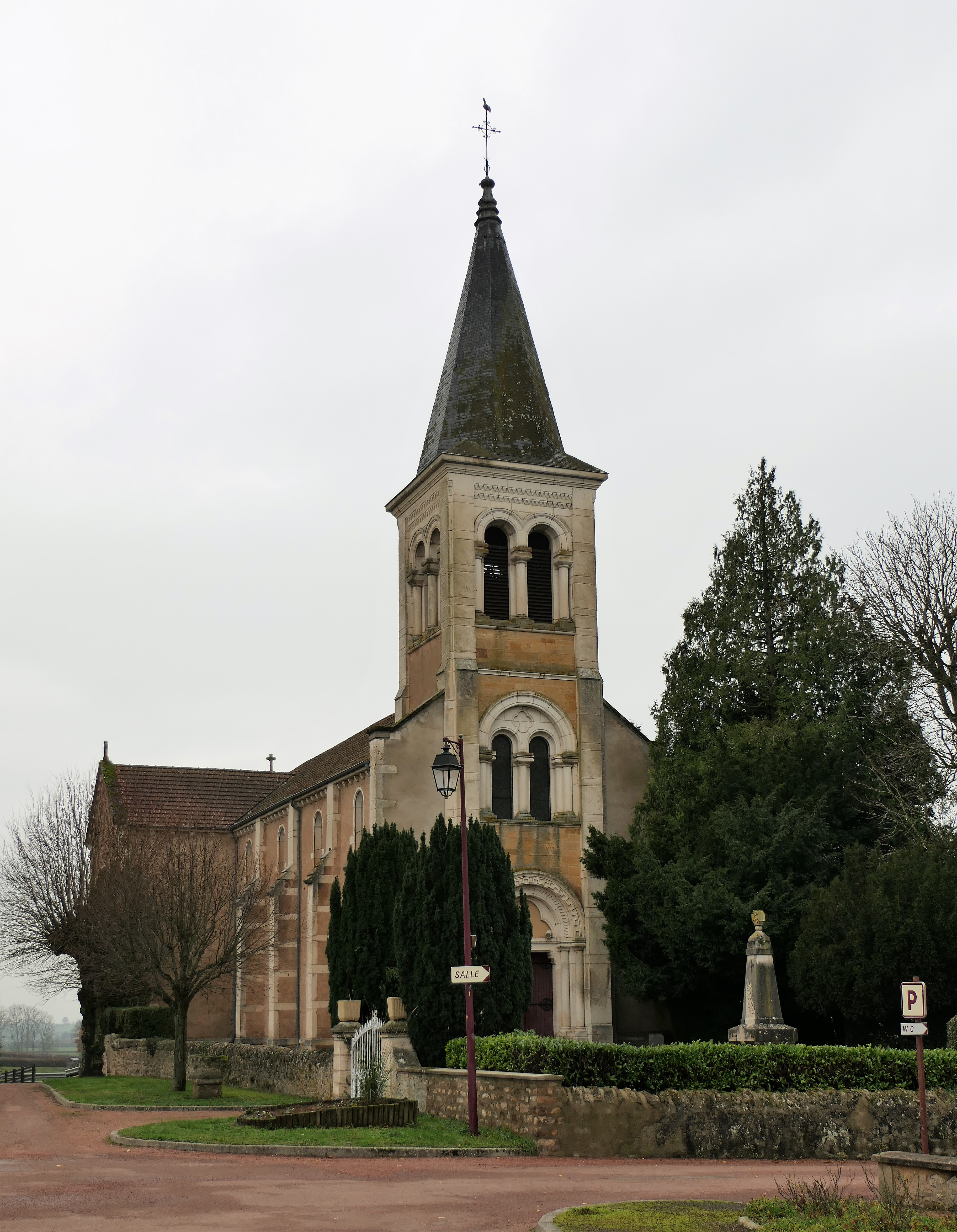
Pfarrkirche Saint-Didier

Die hügelige Umgebung von Sarry war stets landwirtschaftlich geprägt, wobei bis ins 19. Jahrhundert hinein auch Weinbau betrieben wurde. Inzwischen spielt die Zucht von Charolais-Rindern eine große Rolle. Der Ort selbst blieb bis ins frühe 20. Jahrhundert hinein das Handwerks-, Handels- und Dienstleistungszentrum für die Weiler und Einzelgehöfte der Umgebung.

## Sehenswürdigkeiten
- Die Pfarrkirche Saint-Didier ist ein einschiffiger neoromanischer bzw. neogotischer Bau des 19. Jahrhunderts mit einem Glockenturm an der Westseite.
- Das Château de Dechlette ist ein – in Privatbesitz befindlicher – Herrensitz des 18. Jahrhunderts.